# لژر نول (نیوجرسی)
لژر نول (به انگلیسی: Leisure Knoll) یک منطقهٔ مسکونی در ایالات متحده آمریکا است که در منچستر، نیوجرسی واقع شده‌است. لژر نول ۲٫۳۱۷ کیلومتر مربع مساحت و ۲٬۴۹۰ نفر جمعیت دارد و ۲۳ متر بالاتر از سطح دریا واقع شده‌است.